# Mansfield (Dakota del Sur)
Mansfield es un lugar designado por el censo ubicado en el condado de Brown en el estado estadounidense de Dakota del Sur. En el Censo de 2010 tenía una población de 93 habitantes y una densidad poblacional de 14,89 personas por km².

## Geografía
Mansfield se encuentra ubicado en las coordenadas 45°14′47″N 98°33′29″O / 45.24639, -98.55806. Según la Oficina del Censo de los Estados Unidos, Mansfield tiene una superficie total de 6.24 km², de la cual 6.24 km² corresponden a tierra firme y (0%) 0 km² es agua.

## Demografía
Según el censo de 2010, había 93 personas residiendo en Mansfield. La densidad de población era de 14,89 hab./km². De los 93 habitantes, Mansfield estaba compuesto por el 96.77% blancos, el 1.08% eran afroamericanos, el 0% eran amerindios, el 1.08% eran asiáticos, el 0% eran isleños del Pacífico, el 1.08% eran de otras razas y el 0% pertenecían a dos o más razas. Del total de la población el 0% eran hispanos o latinos de cualquier raza.